# V5668 Стрільця
V5668 Стрільця, також відома як Nova Sagittarii 2015 Номер 2, була другою та яскравішою з двох нових у південному сузір’ї Стрільця у 2015 році (першою була V5667 Стрільця, про яку повідомлялося 12 лютого 2015). ЇЇ виявив Джон Січ з острова Чатсворт, Новий Південний Уельс, Австралія, 15 березня 2015 року за допомогою патрульної камери DSLR. На момент відкриття це була зірка 6-ї величини. 21 березня 2015 року він досяг піку магнітуди 4,32, тому його легко було видно неозброєним оком.
Пік яскравості V5668 Стрільця супроводжувався серією коливань яскравості, а потім сильним зниженням на 7 зоряних величин протягом червня, коли нова проходила через фазу утворення пилу. Крива блиску для цієї події дуже схожа на проміжну полярну DQ Геркуліса, і вона демонструє збіги коливань потоку рентгенівського випромінювання з періодом 71±2 через обертання білого карлика. Білий карлик і його зірка-компаньйон оточені пиловою оболонкою з викинутого матеріалу. 

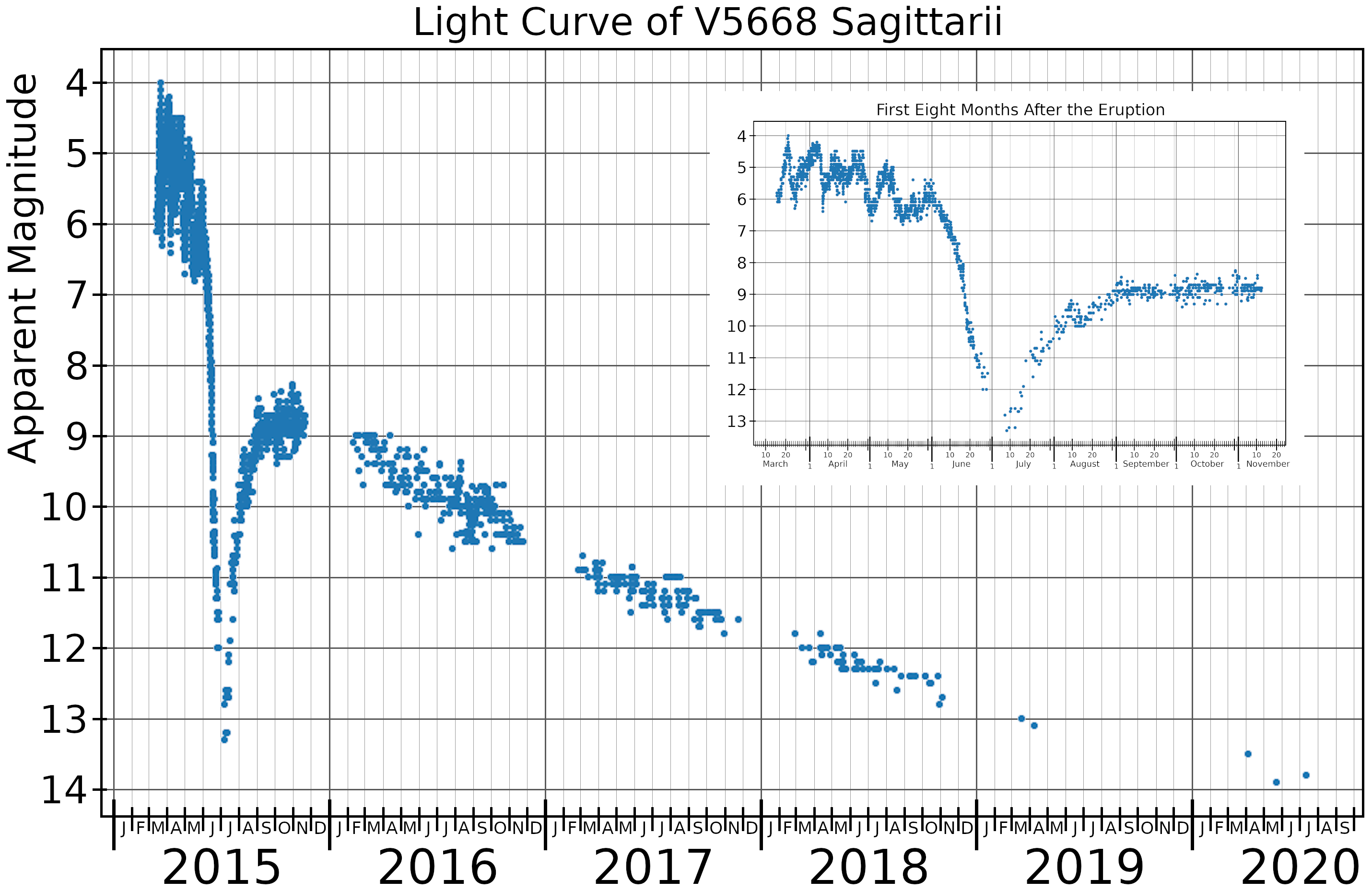
Крива блиску V5668 Стрілця, побудована на основі даних AAVSO

У 2016 році Банерджі та ін. показали, що через 107 днів після спалаху нової її SED з домінуванням пилу було добре апроксимовано спектром чорного тіла при 850 К. Ця температура разом із вимірюваннями інфрачервоного потоку дозволила їм обчислити масу пилової оболонки, що становить 2.7 × 10−7 M☉, а масу всієї оболонки – 2.7 to 5.4 × 10−5 M☉. Кутовий діаметр пилової оболонки був оцінений у 42 міліарксек, що разом із часом з моменту вибуху та виміряною швидкістю розширення 530 км/сек дозволило відстань 1.54, підлягає обчисленню. 

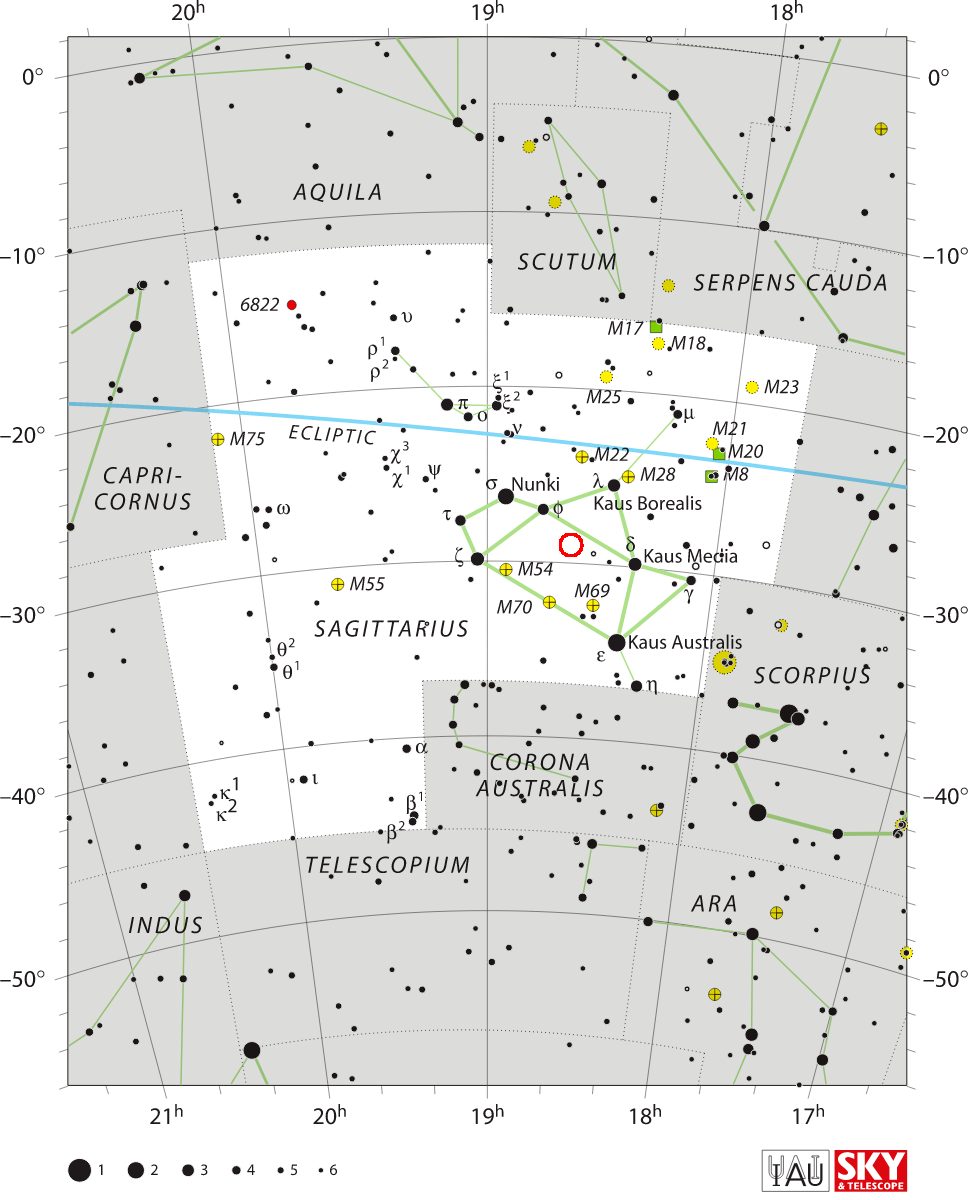
Розташування V5668 Стрілця (обведено червоним кольором)

Через два з половиною роки після нової події масив ALMA, що працює в діапазоні хвиль мм-хвиль 230 ГГц, спостерігав складний, приблизно круглий залишок нової навколо V5668 Стрілця. На той час він становив приблизно півкутової секунди в діаметрі та добре розрізнявся інтерферометром. 

## Подальше читання
- Elizabeth O. Waagen. Alert Notice 512: Nova Sagittarii 2015 No. 2 = PNV J18365700-2855420 [V5668 Sgr]. aavso.org. Процитовано 17 листопада 2017.
- Watson, Christopher. VSX : Detail for V5668 Sgr. aavso.org. Процитовано 8 грудня 2016.
- Nova Sagittarii: What a Long, Strange Fade It's Been - Sky & Telescope. Sky & Telescope. skyandtelescope.com. 29 квітня 2015. Процитовано 8 грудня 2016.